# (390) Alma
Pour les articles homonymes, voir Alma.
(390) Alma est un astéroïde de la ceinture principale découvert par Guillaume Bigourdan le 24 mars 1894.